# Djamal Moknachi
Djamal Moknachi (auch Jamel Moknachi; * 1937; † 1993) ist ein algerischer Schriftsteller.
Moknachi studierte zunächst an der Philosophischen Fakultät in Algier. Später setzte er sein Studium in Frankreich fort. Er arbeitete als Journalist und veröffentlichte Gedichte und Erzählungen.

## Werke
- Les hivers se moissonnent, Gedichte 1964
- Die Ausländerin, Erzählung, 1966, aus dem Französischen übersetzt von Ortrud Schirmer
- Poussières de soleil, Gedichte, 1967